# Diskografie Skylar Greyové
Toto je seznam vydané diskografie americké zpěvačky Skylar Greyové.

## Alba

### Studiová alba
| Like Blood Like Honey                                                                   | - Vydáno: 6. června 2006 (US) - Vydavatelství: Machine Shop, Warner Bros. | — | — | —   | —  | —   |              |
| Don't Look Down                                                                         | - Vydáno: 9. července 2013 (US) - Vydavatelství: KIDinaKORNER, Interscope | 8 | 4 | —   | 25 | —   | - US: 62,000 |
| Natural Causes                                                                          | - Vydáno: 23. září 2016 - Vydavatelství: KIDinaKORNER, Interscope         | — | — | 193 | 68 | 115 |              |
| Skylar Grey                                                                             | - Vydáno: 28. dubna 2022 - Vydavatelství: nezávislé                       | — | — | —   | —  | —   |              |
| "—" značí, že se nahrávka neumístila v hitparádách nebo v tomto území ani nebyla vydána |                                                                           |   |   |     |    |     |              |

## Kompilační alba
| Název                                      | Detaily o albu                                            |
| ------------------------------------------ | --------------------------------------------------------- |
| Lofi Chill Vibes With Skylar Grey (Deluxe) | - Vydáno: 11. srpna 2023 - Vydavatelství: lonelyboy sound |

## Extended play
| Title                              | Album details                                                        |
| ---------------------------------- | -------------------------------------------------------------------- |
| Holly Brook EP                     | - Vydáno: 11. října 2005 - Vydavatelství: Machine Shop, Warner Bros. |
| Sony CONNECT Sets                  | - Vydáno: 2005 - Vydavatelství: Machine Shop, Warner Bros., Sony     |
| O'Dark:Thirty EP                   | - Vydáno: 10. června 2010 - Vydavatelství: žádné                     |
| The Buried Sessions of Skylar Grey | - Vydáno: 17. ledna 2012 - Vydavatelství: Interscope, KIDinaKORNER   |
| iTunes Session                     | - Vydáno: 15. října 2013 - Vydavatelství: Interscope, KIDinaKORNER   |
| Angel with Tattoos                 | - Vydáno: 18. října 2019 - Vydavatelství: nezávislé                  |
| Make It Through the Day            | - Vydáno: 6. listopadu 2020 - Vydavatelství: nezávislé               |

## Singly

### Jako hlavní umělkyně
| "Invisible"                                                                             | 2011 | —  | 10 | —  | —  | —  | —  | 86 | —  | —  | 63 |              | Singly bez alb                     |
| "Dance Without You"                                                                     | 2011 | —  | —  | —  | —  | —  | —  | —  | —  | —  | —  |              | Singly bez alb                     |
| "C'mon Let Me Ride" (feat. Eminem)                                                      | 2012 | —  | —  | 33 | —  | 87 | 82 | —  | 52 | 17 | —  |              | Don't Look Down                    |
| "Get Lucky"                                                                             | 2013 | —  | —  | —  | —  | —  | —  | —  | —  | —  | —  |              | Singl bez alb                      |
| "Final Warning"                                                                         | 2013 | —  | —  | —  | —  | —  | —  | —  | —  | —  | —  |              | Don't Look Down                    |
| "Wear Me Out"                                                                           | 2013 | —  | —  | —  | —  | —  | —  | —  | —  | —  | —  |              | Don't Look Down                    |
| "White Suburban"                                                                        | 2013 | —  | —  | —  | —  | —  | —  | —  | —  | —  | —  |              | Don't Look Down                    |
| "Words"                                                                                 | 2015 | —  | —  | —  | —  | —  | —  | —  | —  | —  | —  |              | The Buried Sessions of Skylar Grey |
| "Addicted to Love"                                                                      | 2015 | —  | —  | —  | —  | —  | —  | —  | —  | —  | —  |              | Endless Love                       |
| "Cannonball" (feat. X Ambassadors)                                                      | 2015 | —  | —  | —  | —  | —  | —  | —  | —  | —  | —  |              | Singl bez alb                      |
| "Moving Mountains"                                                                      | 2016 | —  | —  | —  | —  | —  | —  | —  | —  | —  | —  |              | Natural Causes                     |
| "Off Road"                                                                              | 2016 | —  | —  | —  | —  | —  | —  | —  | —  | —  | —  |              | Natural Causes                     |
| "Come Up for Air"                                                                       | 2016 | —  | —  | —  | —  | —  | —  | —  | —  | —  | —  |              | Natural Causes                     |
| "Lemonade"                                                                              | 2016 | —  | —  | —  | —  | —  | —  | —  | —  | —  | —  |              | Natural Causes                     |
| "Kill for You" (feat. Eminem)                                                           | 2016 | —  | —  | —  | —  | —  | 84 | —  | —  | —  | —  |              | Natural Causes                     |
| "Stand by Me"                                                                           | 2018 | —  | —  | —  | —  | —  | —  | —  | —  | —  | —  |              | Sing bez alb                       |
| "Everything I Need"                                                                     | 2018 | —  | —  | —  | —  | —  | —  | —  | —  | —  | —  |              | Aquaman                            |
| "Shame on You"                                                                          | 2019 | —  | —  | —  | —  | —  | —  | —  | —  | —  | —  |              | Angel with Tattoos                 |
| "Angel with Tattoos"                                                                    | 2019 | —  | —  | —  | —  | —  | —  | —  | —  | —  | —  |              | Angel with Tattoos                 |
| "Calling from the Heavens"                                                              | 2019 | —  | —  | —  | —  | —  | —  | —  | —  | —  | —  |              | Singl bez alb                      |
| "Dark Thoughts"                                                                         | 2020 | —  | —  | —  | —  | —  | —  | —  | —  | —  | —  |              | Make It Through the Day            |
| "Goosebumps"                                                                            | 2020 | —  | —  | —  | —  | —  | —  | —  | —  | —  | —  |              | Make It Through the Day            |
| "Sunscreen"                                                                             | 2020 | —  | —  | —  | —  | —  | —  | —  | —  | —  | —  |              | Singly bez alb                     |
| "Claws" (s Elliott Taylor)                                                              | 2020 | —  | —  | —  | —  | —  | —  | —  | —  | —  | —  |              | Singly bez alb                     |
| "Fucking Crazy"                                                                         | 2020 | —  | —  | —  | —  | —  | —  | —  | —  | —  | —  |              | Make It Through the Day            |
| "Sideways"                                                                              | 2020 | —  | —  | —  | —  | —  | —  | —  | —  | —  | —  |              | Make It Through the Day            |
| "The Devil Made Me Do It" (s B.o.B)                                                     | 2020 | —  | —  | —  | —  | —  | —  | —  | —  | —  | —  |              | Singl bez alb                      |
| "Make It Through the Day"                                                               | 2020 | —  | —  | —  | —  | —  | —  | —  | —  | —  | —  |              | Make It Through the Day            |
| "Partly Cloudy with a Chance of Tears"                                                  | 2021 | —  | —  | —  | —  | —  | —  | —  | —  | —  | —  |              | Skylar Grey                        |
| "Last One Standing" (Skylar Grey feat. Polo G, Mozzy a Eminem)                          | 2021 | 78 | —  | —  | 70 | —  | 38 | 84 | —  | —  | 46 | - RIAA: Gold | Venom 2: Carnage přichází          |
| "Vampire at the Swimming Pool"                                                          | 2021 | —  | —  | —  | —  | —  | —  | —  | —  | —  | —  |              | Skylar Grey                        |
| "Falling Apart"                                                                         | 2022 | —  | —  | —  | —  | —  | —  | —  | —  | —  | —  |              | Skylar Grey                        |
| "Show Me Where It Hurts"                                                                | 2022 | —  | —  | —  | —  | —  | —  | —  | —  | —  | —  |              | Skylar Grey                        |
| "Love the Way You Lie (Part III)"                                                       | 2023 | —  | —  | —  | —  | —  | —  | —  | —  | —  | —  |              | Singly bez alb                     |
| "Gangsta" (s Wolter Wythe)                                                              | 2023 | —  | —  | —  | —  | —  | —  | —  | —  | —  | —  |              | Singly bez alb                     |
| "Numb" (s Tommee Profitt)                                                               | 2024 | —  | —  | —  | —  | —  | —  | —  | —  | —  | —  |              | Covers (Vol. 2)                    |
| "—" značí, že se nahrávka neumístila v hitparádách nebo v tomto území ani nebyla vydána |      |    |    |    |    |    |    |    |    |    |    |              |                                    |

### Jako vedlejší umělkyně
| Název                                                                                   | Rok  | Umístění v hitparádách | Umístění v hitparádách | Umístění v hitparádách | Umístění v hitparádách | Umístění v hitparádách | Umístění v hitparádách | Umístění v hitparádách | Umístění v hitparádách | Umístění v hitparádách | Umístění v hitparádách | Certifikace                                                                                | Album               |
| Název                                                                                   | Rok  | US                     | AUS                    | BEL                    | CAN                    | GER                    | IRE                    | NL                     | NZ                     | SWI                    | UK                     | Certifikace                                                                                | Album               |
| --------------------------------------------------------------------------------------- | ---- | ---------------------- | ---------------------- | ---------------------- | ---------------------- | ---------------------- | ---------------------- | ---------------------- | ---------------------- | ---------------------- | ---------------------- | ------------------------------------------------------------------------------------------ | ------------------- |
| "Where'd You Go" (Fort Minor feat. Holly Brook a Jonah Matranga)                        | 2005 | 4                      | 41                     | 56                     | 7                      | 18                     | —                      | 15                     | 14                     | 62                     | —                      | - RIAA: Platinum                                                                           | The Rising Tied     |
| "Hero 2.0" (Badassjackson feat. Holly Brook)                                            | 2010 | —                      | —                      | —                      | —                      | —                      | —                      | —                      | —                      | —                      | —                      |                                                                                            | Singl bez alb       |
| "Coming Home" (Diddy–Dirty Money feat. Skylar Grey)                                     | 2010 | 11                     | 4                      | 17                     | 7                      | 4                      | 3                      | 14                     | 5                      | 1                      | 4                      | - RIAA: 2× Platinum - ARIA: 5× Platinum - BPI: Platinum - IFPI SWI: Platinum               | Last Train to Paris |
| "I Need a Doctor" (Dr. Dre feat. Eminem a Skylar Grey)                                  | 2011 | 4                      | 12                     | 47                     | 8                      | 25                     | 11                     | 55                     | 23                     | 33                     | 8                      | - RIAA: 2× Platinum - ARIA: 4× Platinum - BPI: Platinum                                    | Singl bez alb       |
| "Words I Never Said" (Lupe Fiasco feat. Skylar Grey)                                    | 2011 | 89                     | —                      | —                      | —                      | —                      | —                      | —                      | —                      | —                      | —                      |                                                                                            | Lasers              |
| "Room for Happiness" (Kaskade feat. Skylar Grey)                                        | 2012 | —                      | —                      | —                      | —                      | —                      | —                      | —                      | —                      | —                      | —                      |                                                                                            | Fire & Ice          |
| "Shot Me Down" (David Guetta feat. Skylar Grey)                                         | 2014 | —                      | 3                      | 3                      | 66                     | 13                     | 7                      | 8                      | 20                     | 6                      | 4                      | - ARIA: 2× Platinum - BPI: Silver - IFPI SWI: Gold - MC: Gold                              | Listen              |
| "The Last Day" (Moby feat. Skylar Grey)                                                 | 2014 | —                      | —                      | —                      | —                      | —                      | —                      | —                      | —                      | —                      | —                      |                                                                                            | Innocents           |
| "Bed of Lies" (Nicki Minaj feat. Skylar Grey)                                           | 2014 | 62                     | 7                      | 100                    | 41                     | —                      | 56                     | —                      | 13                     | —                      | 73                     | - ARIA: 2× Platinum - RMNZ: Gold                                                           | The Pinkprint       |
| "Beneath With Me" (Kaskade a deadmau5 feat. Skylar Grey)                                | 2016 | —                      | —                      | —                      | —                      | —                      | —                      | —                      | —                      | —                      | —                      |                                                                                            | Singl bez alb       |
| "Periscope" (Papa Roach feat. Skylar Grey)                                              | 2017 | —                      | —                      | —                      | —                      | —                      | —                      | —                      | —                      | —                      | —                      |                                                                                            | Crooked Teeth       |
| "Glorious" (Macklemore feat. Skylar Grey)                                               | 2017 | 49                     | 2                      | 35                     | 27                     | 15                     | 49                     | 24                     | 1                      | 21                     | 23                     | - ARIA: 6× Platinum - BPI: Platinum - MC: 2× Platinum - RMNZ: Platinum - RIAA: 3× Platinum | Gemini              |
| "Mai Tais" (Train feat. Skylar Grey)                                                    | 2019 | —                      | —                      | —                      | —                      | —                      | —                      | —                      | —                      | —                      | —                      |                                                                                            | Singl bez alb       |
| "Held Up" (Elliott Taylor feat. Skylar Grey)                                            | 2020 | —                      | —                      | —                      | —                      | —                      | —                      | —                      | —                      | —                      | —                      |                                                                                            | Broke Down          |
| "From The Ashes" (Illenium feat. Skylar Grey)                                           | 2022 | —                      | —                      | —                      | —                      | —                      | —                      | —                      | —                      | —                      | —                      |                                                                                            | Illenium            |
| "My Heart Has Teeth" (deadmau5 feat. Skylar Grey)                                       | 2022 | —                      | —                      | —                      | —                      | —                      | —                      | —                      | —                      | —                      | —                      |                                                                                            | Singly bez alb      |
| "I'll Wait For You" (Seven Lions & Subtronics feat. Skylar Grey)                        | 2024 | —                      | —                      | —                      | —                      | —                      | —                      | —                      | —                      | —                      | —                      |                                                                                            | Singly bez alb      |
| "—" značí, že se nahrávka neumístila v hitparádách nebo v tomto území ani nebyla vydána |      |                        |                        |                        |                        |                        |                        |                        |                        |                        |                        |                                                                                            |                     |

### Promo singly
| "Tower (Don't Look Down)"                                                               | 2013 | —  | —  | —  | —  | —  | —  | —   | Don't Look Down                  |
| "New National Anthem" (T.I. a Skylar Grey)                                              | 2014 | —  | —  | —  | —  | —  | —  | —   | Paperwork                        |
| "I Know You"                                                                            | 2015 | 11 | 34 | 80 | 28 | 71 | 24 | 127 | Padesát odstínů šedi             |
| "Black Magic" (Eminem a Skylar Grey)                                                    | 2020 | 6  | —  | 77 | —  | —  | —  | 100 | Music to Be Murdered By – Side B |
| "Walking On Fire" (Skylar Grey a Th3rdstream )                                          | 2022 | —  | —  | —  | —  | —  | —  | —   | bude oznámeno                    |
| "—" značí, že se nahrávka neumístila v hitparádách nebo v tomto území ani nebyla vydána |      |    |    |    |    |    |    |     |                                  |

## Další umístěné a certifikované písně
| Název                                                                                   | Rok  | Umístění v hitparádách | Umístění v hitparádách | Umístění v hitparádách | Umístění v hitparádách | Umístění v hitparádách | Certifikace  | Album                                                |
| Název                                                                                   | Rok  | US Bub.                | US R&B                 | US Pop Digital         | AUS                    | UK                     | Certifikace  | Album                                                |
| --------------------------------------------------------------------------------------- | ---- | ---------------------- | ---------------------- | ---------------------- | ---------------------- | ---------------------- | ------------ | ---------------------------------------------------- |
| "Coming Home (Part II)"                                                                 | 2012 | 24                     | —                      | 35                     | —                      | —                      |              | The Buried Sessions of Skylar Grey a Don't Look Down |
| "Back From the Dead" (feat. Travis Barker a Big Sean)                                   | 2013 | —                      | —                      | 42                     | —                      | —                      |              | Don't Look Down                                      |
| "Asshole" (Eminem feat. Skylar Grey)                                                    | 2013 | —                      | 52                     | —                      | —                      | —                      |              | The Marshall Mathers LP 2                            |
| "Rise" (David Guetta feat. Skylar Grey)                                                 | 2014 | —                      | —                      | —                      | —                      | 136                    |              | Listen                                               |
| "I Will Return"                                                                         | 2015 | —                      | —                      | —                      | 100                    | —                      |              | Rychle a zběsile 7                                   |
| "Wreak Havoc"                                                                           | 2016 | —                      | —                      | 40                     | —                      | 190                    |              | Sebevražedný oddíl                                   |
| "Leaving Heaven" (Eminem feat. Skylar Grey)                                             | 2020 | —                      | —                      | —                      | —                      | —                      | - ARIA: Gold | Music to Be Murdered By                              |
| "—" značí, že se nahrávka neumístila v hitparádách nebo v tomto území ani nebyla vydána |      |                        |                        |                        |                        |                        |              |                                                      |

## Spolu umělkyně
| Název                                  | Rok  | Album                                      | Umělec                                      | Ref.   |
| -------------------------------------- | ---- | ------------------------------------------ | ------------------------------------------- | ------ |
| "Here Comes the Rain Again"            | 2004 | Dozi Goes DJ Swiss                         | žádné                                       |        |
| "Follow Me"                            | 2004 | Dozi Goes DJ Swiss                         | žádné                                       |        |
| "How Was I to Know"                    | 2004 | Dozi Goes DJ Swiss                         | žádné                                       |        |
| "Be Somebody"                          | 2005 | The Rising Tied                            | Fort Minor, Lupe Fiasco                     |        |
| "Get What I Want"                      | 2007 | (Ne)šťastně až na věky                     | Jaron Lowenstein                            |        |
| "How to Believe"                       | 2008 | Zvonilka a velká záchranná výprava         | žádné                                       |        |
| "And Now We Sing"                      | 2009 | Whisper House                              | Duncan Sheik                                |        |
| "No Sad Tomorrow"                      | 2009 | Wanna Snuggle?                             | Apathy, Mike Mass                           |        |
| "Victim"                               | 2009 | Wanna Snuggle?                             | Apathy, Mike Mass                           |        |
| "Just Like This"                       | 2009 | Love N' Dancing                            | žádné                                       |        |
| "All I Want is Love"                   | 2009 | Listen                                     | Duncan Sheik, Spring Awakening Cast Members | [ 64 ] |
| "Something to Live For"                | 2009 | EP                                         | Caitlin Moe                                 |        |
| "Going Under"                          | 2011 | Forget About the Cameras                   | Jensen Reed                                 |        |
| "Dance Without You (Ricky Luna Remix)" | 2011 | Let's Dance: Revolution                    | žádné                                       | [ 65 ] |
| "Our House"                            | 2012 | Welcome to: Our House                      | Slaughterhouse, Eminem                      | [ 66 ] |
| "Rescue Me"                            | 2012 | Welcome to: Our House                      | Slaughterhouse                              | [ 66 ] |
| "Building a Monster"                   | 2012 | Frankenweenie                              | žádné                                       |        |
| "Slowly Freaking Out"                  | 2013 | Hostitel                                   | žádné                                       |        |
| "Love Bullets"                         | 2013 | #willpower                                 | will.i.am                                   | [ 67 ] |
| "Raindrops"                            | 2013 | The Foundation EP                          | David Heartbreak, The Partysquad            | [ 68 ] |
| "Asshole"                              | 2013 | The Marshall Mathers LP 2                  | Eminem                                      | [ 69 ] |
| "Hero"                                 | 2014 | Need for Speed                             | Kid Cudi                                    | [ 70 ] |
| "Warning You"                          | 2014 | žádné                                      | 50 Cent                                     |        |
| "Tonight"                              | 2014 | Rose Colored Bass                          | David Heartbreak                            | [ 71 ] |
| "Twisted"                              | 2014 | Shady XV                                   | Eminem, Yelawolf                            | [ 72 ] |
| "Rise"                                 | 2014 | Listen                                     | David Guetta                                | [ 73 ] |
| "I Know You"                           | 2015 | Padesát odstínů šedi                       | žádné                                       | [ 74 ] |
| "I Will Return"                        | 2015 | Rychle a zběsile 7                         | žádné                                       | [ 75 ] |
| "Wreak Havoc"                          | 2016 | Sebevražedný oddíl                         | žádné                                       |        |
| "O Come Emmanuel"                      | 2017 | Kaskade Christmas                          | Kaskade                                     | [ 76 ] |
| "Tragic Endings"                       | 2017 | Revival                                    | Eminem                                      |        |
| "Say You Love Me"                      | 2018 | Nice to Meet You                           | Seeb                                        |        |
| "Signed, Sealed, Delivered I'm Yours"  | 2018 | Motown Magic                               | žádné                                       |        |
| "Runaway Train"                        | 2019 | Runaway Train                              | Jamie N Commons, Gallant                    |        |
| "New Kind of Love"                     | 2019 | Four Weddings and a Funeral                | žádné                                       |        |
| "Leaving Heaven"                       | 2020 | Music to Be Murdered By                    | Eminem                                      | [ 77 ] |
| "Black Magic"                          | 2020 | Music to Be Murdered By – Side B           | Eminem                                      | [ 78 ] |
| "The Last Day"                         | 2021 | Reprise                                    | Moby, Darlingside                           | [ 79 ] |
| "Temporary"                            | 2024 | The Death of Slim Shady (Coup de Grâce)    | Eminem                                      |        |
| "Past Yesterday"                       | 2024 | Beautifully Broken (Pickin' Up the Pieces) | Jelly Roll                                  |        |

## Videoklipy

### Jako hlavní umělkyně
| Název                                                          | Rok  | Režisér                                          |
| -------------------------------------------------------------- | ---- | ------------------------------------------------ |
| "Haunted"                                                      | 2009 | Christian Hand                                   |
| "Dance Without You"                                            | 2011 | P.R. Brown                                       |
| "Invisible"                                                    | 2011 | Jay Martin                                       |
| "C'mon Let Me Ride"                                            | 2012 | Isaac Rentz                                      |
| "Final Warning"                                                | 2013 | Brewer                                           |
| "Wear Me Out"                                                  | 2013 | Isaac Rentz                                      |
| "White Suburban"                                               | 2013 | neznámé                                          |
| "Back from the Dead"                                           | 2013 | David Rosenbaum                                  |
| "Get Lucky"                                                    | 2013 | Declan Whitebloom                                |
| "Coming Home, Pt. II"                                          | 2014 | Peter Harding                                    |
| "I Know You"                                                   | 2015 | neznámé                                          |
| "Cannonball"                                                   | 2015 | Daniel Carberry                                  |
| "Moving Mountains"                                             | 2016 | Peter Harding                                    |
| "Off Road"                                                     | 2016 | Skylar Grey, Ivan Rodrigues, Tyler Shields       |
| "Come Up For Air"                                              | 2016 | Daniel Carberry                                  |
| "Lemonade"                                                     | 2016 | Daniel Carberry                                  |
| "Stand By Me"                                                  | 2018 | Daniel Carberry                                  |
| "Angel With Tattoos"                                           | 2019 | Peter Harding                                    |
| "Runaway Train" (Jamie N Commons se Skylar Grey feat. Gallant) | 2019 | National Center for Missing & Exploited Children |
| "Dark Thoughts"                                                | 2020 | žádné                                            |
| "Sunscreen"                                                    | 2020 | neznámé                                          |
| "Claws" (with Elliott Taylor)                                  | 2020 | neznámé                                          |
| "Fucking Crazy"                                                | 2020 | Ryan McKinnon                                    |
| "Sideways"                                                     | 2020 | neznámé                                          |
| "The Devil Made Me Do It" featuring B.o.B                      | 2020 | Ryan McKinnon                                    |
| "Make It Through The Day"                                      | 2020 | Ryan McKinnon                                    |
| "Partly Cloudy With A Chance Of Tears"                         | 2021 | neznámé                                          |
| "Falling Apart"                                                | 2022 | Ryan McKinnon                                    |
| "Show Me Where It Hurts"                                       | 2022 | Elliott Taylor                                   |
| "Runaway"                                                      | 2022 | Ryan McKinnon                                    |
| "Vampire At The Swimming Pool"                                 | 2022 | Jay R. Weneta                                    |

### Jako vedlejší umělec
| Název                                                            | Rok  | Režisér               |
| ---------------------------------------------------------------- | ---- | --------------------- |
| "Where'd You Go" (Fort Minor feat. Holly Brook a Jonah Matranga) | 2006 | Philip Andelman       |
| "Room for Happiness" (Kaskade feat. Skylar Grey)                 | 2011 | Guy Logan             |
| "I Need a Doctor" (Dr. Dre feat. Eminem a Skylar Grey)           | 2011 | Allen Hughes          |
| "Beneath With Me" (Kaskade a deadmau5 feat. Skylar Grey)         | 2016 | Daniel Carberry       |
| "Periscope" (Papa Roach feat. Skylar Grey)                       | 2017 | The Uprising Creative |
| "Numb" (Tommee Profitt X Skylar Grey)                            | 2024 | —                     |